# Gianni Buffardi
Gianni Buffardi (* 1930 in Rom; † 22. August 1979 ebenda) war ein italienischer Filmproduzent und -regisseur.

## Leben
Buffardi war der Stiefsohn des Regisseurs Carlo Ludovico Bragaglia. Er produzierte von 1960 bis 1963 eine Reihe von meist erfolgreichen Filmen von Sergio Corbucci und Steno mit Schauspielern wie Totò, mit dessen Tochter Liliana Buffardi für einige Zeit verheiratet war und  mt der er zwei Kinder hat, und Peppino De Filippo. 1968 bis 1970 finanzierte er nach fünfjähriger Pause noch ein Projekt pro Jahr. 1973 nahm er für Number One, ein Kriminaldrama über einen Nachtclub in Rom, den er auch schrieb (und natürlich produzierte) ein einziges Mal im Regiestuhl Platz.
Buffardi war als Playboy und Partygänger bekannt und eine prägende Figur des römischen Nachtlebens; er starb an den Folgen einer Infektion, die er sich beim Baden im Tiber zugezogen hatte.

## Filmografie

### Regisseur
- 1973: Number One

### Produzent
- 1960: Totò, Peppino und das süße Leben (Totò, Peppino e la dolce vita)